# Jaux
Jaux település Franciaországban, Oise megyében. Lakosainak száma 2240 fő (2022. január 1.). Jaux Venette, Compiègne, Armancourt, Jonquières, Lachelle, Lacroix-Saint-Ouen és Le Meux községekkel határos.

## Népesség
A település népességének változása:
| Lakosok száma | 2415 | 2564 | 2638 | 2411 | 2356 | 2300 | 2282 | 2264 | 2240 |
|               | 2013 | 2015 | 2016 | 2017 | 2018 | 2019 | 2020 | 2021 | 2022 |